# ابیراهی رنگی

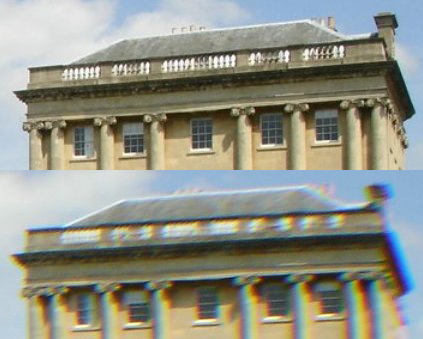
در عکس بالایی خطوط از نظر رنگ دارای انطباق و وضوح کافی هستند ولی در عکس پایینی که با یک لنز واید گرفته شده‌است، کج‌نمایی رنگی به شدت آشکار است.

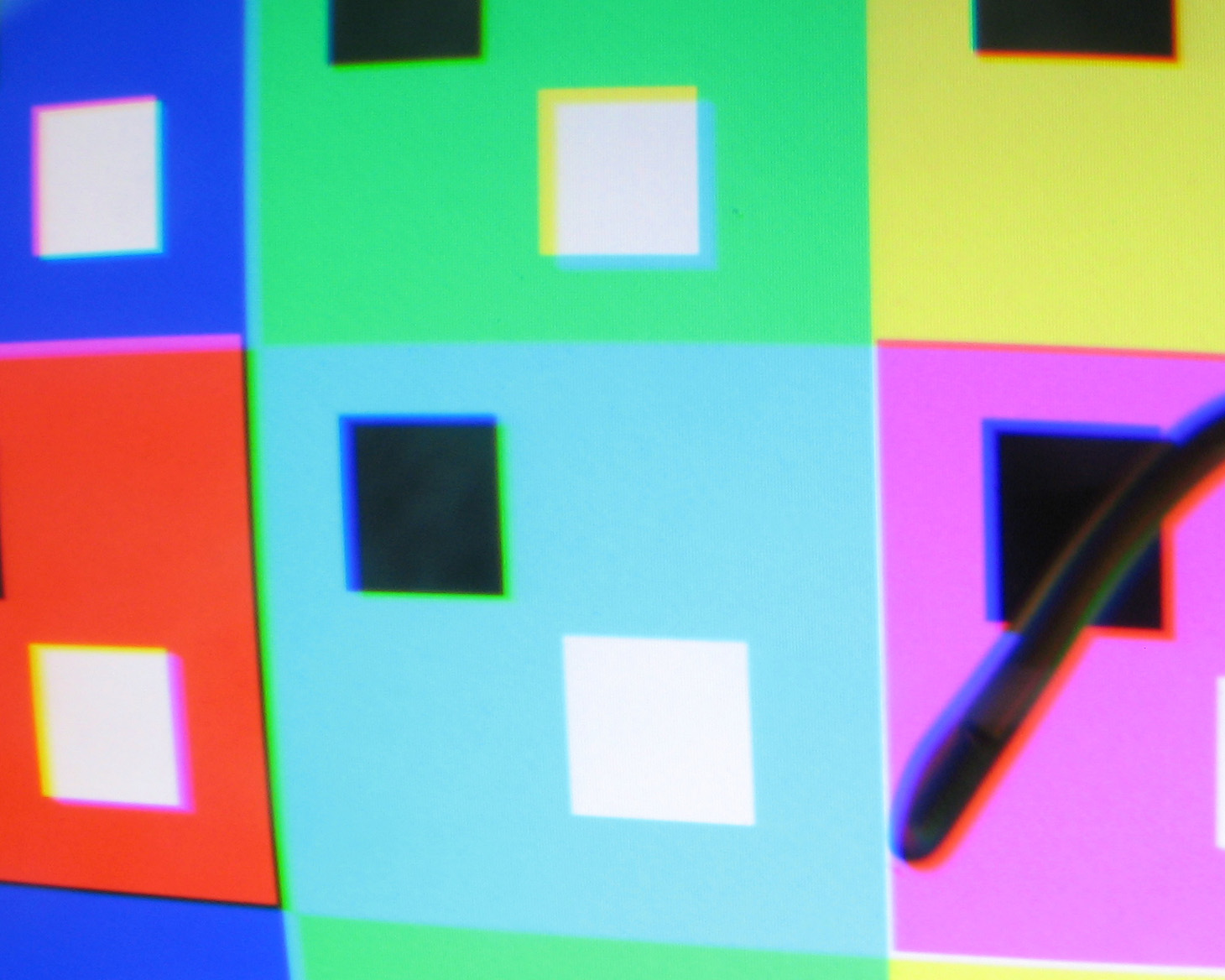
تغییر رنگ در گوشه عینک

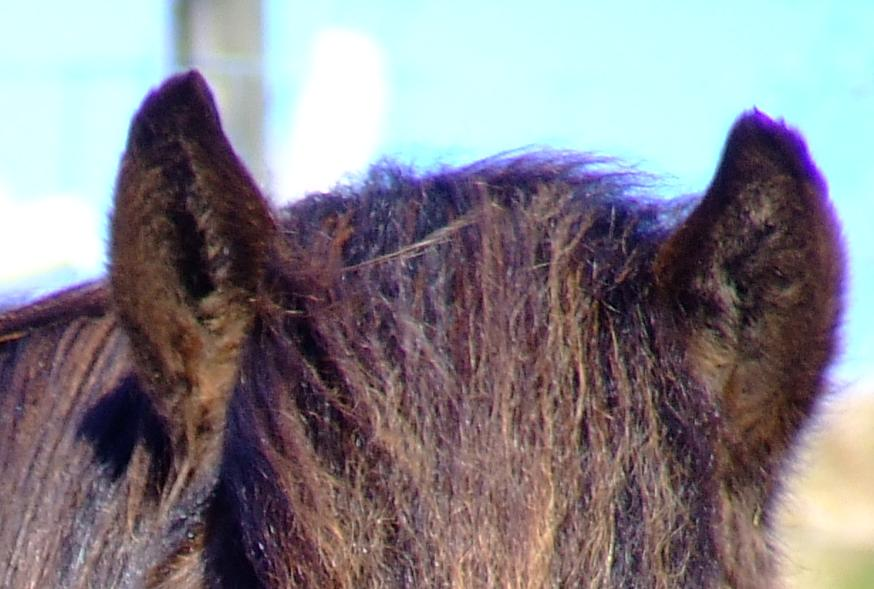
حاشیه‌های شدید بنفش در لبه‌های جلویی، یال و گوش اسب دیده می‌شود.

اعوجاج رنگی (به انگلیسی: chromatic distortion)، کج‌نمایی رنگی یا ابیراهی رنگی (به انگلیسی: Chromatic aberration)، در علم نورشناسی که با علامت اختصاری CA نیز نشان داده می‌شود، عبارت است از عدم انطباق رنگ‌های نور شکست یافته در محل همگرایی (تصویر)، که باعث ایجاد تصویر غیر واضح می‌گردد. این حالت بخاطر ضریب شکست متفاوت رنگ‌ها در عدسی ایجاد می‌شود.
انحراف تصویر حاصل از دستگاه نوری از تصویر واقعی، کج‌نمایی می‌باشد که در تصویرسازی با نورهای مرکب به دلیل وجود طول موج‌های مختلف نور، کج‌نمایی رنگی خواهیم داشت.
کج‌نمایی رنگی در حاشیه‌های تاریک و روشن تصویر خودنمایی می‌کند، چون در این نقاط رنگ‌ها به‌واسطه ضرایب شکست متفاوت بر روی یک نقطه منطبق نمی‌شوند، و این به‌خاطر این است که نقطه کانونی در هر لنزی بسته طول موج نور ورودی متفاوت است.

## کج‌نمایی رنگی
کج‌نمایی رنگیبه علت تفاوت در ضریب شکست طول موج‌های مختلف نور در لنز به وجود می‌آید. ضریب شکست لنز، با افزایش طول موج کم می‌شود. وقتی از نور تک فام استفاده کنیم، دیگر این نوع کج‌نمایی را نخواهیم داشت. این کج‌نمایی خودش را به صورت فرانژهای رنگی در مرزهای تصویر نشان می‌دهد که قسمت‌های تاریک و روشن تصویر را از هم جدا می‌کند. از آن جایی که طول کانونی لنز به ضریب شکست وابسته‌ است، طول موج‌های مختلف نور در نقاط متفاوت متمرکز خواهد شد.

## انواع کج‌نمایی رنگی
دو نوع کج‌نمایی رنگی طولی و عرضی وجود دارد.
کج‌نمایی رنگی طولی (محوری)، زمانی اتفاق می‌افتد که طول موج‌های مختلف نور در فاصله‌های مختلف نسبت به لنز، یعنی نقاط مختلف روی محور اپتیکی، متمرکز شده باشند. در نتیجه تصاویر قرمز و بنفش یک نقطه شی دور از محور، روی محور طولی از هم جدا می‌شوند.
کج‌نمایی رنگی عرضی، زمانی اتفاق می‌افتد که طول موج‌های مختلف نور در فاصله‌های مختلف روی صفحه کانونی متمرکز شده باشند. این دو نوع کج‌نمایی ویژگی‌های متفاوتی دارند و حتی هم‌زمان هم می‌توانند اتفاق بیفتند.

## کاهش کج‌نمایی
در ابتدایی‌ترین زمان استفاده از لنز، کج‌نمایی رنگی با افزایش طول کانونی لنز تا جای ممکن، کاهش داده می‌شد.
کج‌نمایی رنگی می‌تواند به وسیلهٔ یک لنز بی‌رنگ‌کننده کاهش پیدا کند که در این لنز مواد با پراکندگی‌های متفاوت کنار هم جمع شده‌اند تا یک لنز مرکب را تشکیل بدهند. ساده‌ترین نوع آن یک لنز دوتایی بی‌رنگ‌کننده است که کج‌نمایی رنگی را در یک پهنای طول موجی مشخص کاهش می‌دهد، اگر چه تصحیح فوق‌العاده‌ای ایجاد نمی‌کند. با ترکیب کردن بیش از دو لنز با ترکیبات متفاوت درجه تصحیح کج‌نمایی می‌تواند افزایش پیدا کند.
انواع زیادی از شیشه تا به حال برای کاهش کج‌نمایی رنگی تولید شده‌است. این شیشه‌ها پراکندگی بسیار کمی دارند و معمولاً از جنس فلوریت هستند. تولید این لنزهای بی‌رنگ‌کننده، یک گام مهم در توسعه میکروسکوپ‌ها و تلسکوپ‌های اپتیکی بوده‌است.
جایگزین لنزهای دوتایی بی‌رنگ‌کننده، استفاده از عناصر اپتیکی شکننده نور است. این عناصر اپتیکی شکنندهٔ نور، دقیقاً همان ویژگی‌های پراکندگی شیشه را دارد.
|  |  |  |

## واژه‌نامه
1. ↑  chromatic aberration
2. ↑  achromatic lens
3. ↑  diffractive optical elements